# NGC 217
NGC 217 est une galaxie spirale située dans la constellation de la Baleine. NGC 217 a été découverte par l'astronome germano-britannique William Herschel en 1785.

## Caractéristiques
Sa vitesse par rapport au fond diffus cosmologique est de 3 605 ± 23 km/s, ce qui correspond à une distance de Hubble de 53,2 ± 3,7 Mpc (∼174 millions d'al). 
À ce jour, quatre mesures non basées sur le décalage vers le rouge (redshift) donnent une distance de 3 605 ± 23 km/s, ce qui correspond à une distance de Hubble de 53,2 ± 3,7 Mpc (∼174 millions d'al). 
54,900 ± 2,491 Mpc (∼179 millions d'al), ce qui est  à l'intérieur des valeurs de la distance de Hubble.
NGC 217 présente une large raie HI.

## Morphologie
Wolfgang Steinicke et le professeur Seligman classent cette galaxie comme une lenticulaire, mais l'image de l'étude SDSS montre assez clairement la présence d'au moins un bras spiral. La base de données HyperLeda la classe même comme une spirale barrée (SBa).

## Groupe de NGC 151
NGC 217 fait partie groupe de NGC 151 qui comprend au moins 3 autres galaxies : NGC 151, MCG -2-2-30 et MCG -2-2-38.  